# 社会調査
社会調査（しゃかいちょうさ、英: social research, social survey、field work）とは、人々の意識や行動などの実態をとらえる方法である。

## 概要
社会からデータをとる方法は、実験、観察など各種ある。文章や映像等の内容分析、既に集計済統計データ（マクロデータ）の利用などの手法も用いる。社会調査は社会学、政治学、経済学、経営学、人類学はじめ、社会に関連する学術、産業において用いている。
社会調査を、手法により2つに大別すると、社会の内部で何らかの役割を果たしながら得た情報を基にする内部関与法と、なるべく社会に影響を与えずに情報を得る外部観察法とがある。観察は対象に影響を与えないように、とくに質問をせず、幼児や外国人など言葉が通じない対象に対しても可能な場合がある。内部関与法と外部観察法に対し、何らかの質問を対象者に行うことは、外乱であり行動そのものへの影響がある。そのため分析段階で調査方法の影響を評価する必要がある。
社会調査を、結果の分析法により2つに大別すると、大量のデータをとり社会の全体像を把握することを目的とする統計的社会調査と、少人数へのインタビューや参与観察などの事例的社会調査の2つに大別できる。前者は無作為抽出などによる標本を行うか、国勢調査のように全数(悉皆)調査を行うこともある。
統計的社会調査を量的調査、事例的社会調査を質的調査と呼ぶことがある。ただし、質的調査とは、面談/面接調査(インタビュー)、内容分析、会話分析、観察など多様な手法を指す概念である。観察を調査の一部と定義することは社会調査法の基本文献にある。社会調査の結果は、世論や政策の形成に影響を与えることがあり、調査の妥当性確保のニーズは強い。
日本における社会福祉士の指定科目である社会調査の基礎は、本項で述べられている社会調査に比べてより限定したもので、社会福祉調査の位置づけがなされる場合と、旧・指定科目にあった「社会福祉援助技術論」に包括される、援助技術方法の一領域と考えられる場合とがある。

## 歴史
社会調査は大規模化・複雑化する社会の変化に対応するため、各時代における社会事象を科学的に理解するための手段として利用されてきた。
社会調査は国王や皇帝による人口調査がルーツとなっている。ルカによる福音書（2-1.3）には皇帝アウグストの全世界の人口を調査せよとの勅令により人々は今まで住んでいた町から本籍地に移動したとのエピソードがある。
社会調査の主なルーツには1.行政調査、2.社会踏査、3.世論調査・市場調査の3つがある。
1. 行政調査
行政調査の代表例が国勢調査である[4]。古代の国王や皇帝などは権力の顕示のために人口調査を行った[4]。
2. 社会踏査
18世紀から19世紀にかけてイギリスを中心にヨーロッパで行われた社会調査は貧困の改善を目的とするもので社会踏査と呼ばれた[4]。代表例がチャールス・ブースによる調査票のほかに各種の観察法や聞き取り調査などを加えた社会踏査であり、その後の社会調査のひな型となった[4]。なお、社会踏査は本来は貧困者や罹災者の援助を目的としたものであったが、広義の社会調査と同じ意味で用いられるようになっている[5]。
3. 世論調査・市場調査
19世紀になるとアメリカで選挙予測を目的とする世論調査が行われるようになった[4]。アメリカは人種的・文化的に様々な移民で構成されていたため民衆の意思を知るためには早くから世論調査が不可欠とされた[4]。さらに20世紀になり資本主義が発達して大衆社会や消費社会への流れの中で市場調査が行われるようになった[5]。

日本では2004年に日本社会学会などが社会調査士資格制度を作り、社会調査教育の改善を試みている。

## 内部関与法
内部関与法は、調査対象に影響を与える方法である。そのうち、負の影響を与えないようにするために、一部に協力的に関与する方法である。調査は、対象の入出力を分析する必要がある。関与していないと、入力または出力の一部しか調査できないことがある。内部に入って関与すれば、入力と出力の両方を調査することができる場合に有効である。
また、関与対象に日常作業として負荷をかけることなく、作業に協力することによって情報が得られるため、調査方法としての効率は高い。ただし、内部に参加するため、客観性を損なう可能性がある。例えば、住民基本台帳を作成している自治体が、業務上得た情報を整理して、分析する定常的な方法と、観察対象の業務の一部を受託して、その作業で得た情報を分析する臨時的な方法がある。一部の業務しか関与していない場合には、その偏りを評価する仕組みを検討したり、具体的な偏りの可能性を明記するとよい。企業の場合いは、教育を請け負って、教育前の状態と、教育後の状態を調査することによって、教育効果を測ることがある。この際に、教育前の質問票への回答と教育後の質問票への回答など統計的調査の方法を取ることがある。

## 外部観察法
ウェブの公開情報や、有価証券報告書などのように、法律で決めて公開が義務づけられている情報などを収拾して、観察対象に対して調査のための負荷をかけない方法である。観察対象に影響を与えない調査方法である。文書だけを観察する場合には、文書審査の技術が必要である。

## 統計的調査の方法
母集団を設定し、社会の全体像を把握するために大量のデータをとる調査法を統計的社会調査という。全数を調査する「全数調査」と、少量の標本（サンプル）をとって全体を推計する「標本調査」がある。
日本において大規模な社会調査が行われる場合、標本の抽出元には住民基本台帳か有権者名簿（選挙人名簿）が用いられることが多い。ただし、2005年4月に個人情報保護法が施行されたことにより、マーケティング調査などにこれらを用いることが出来なくなるなど、用途が制限されている。
必要となる調査対象の数は、枠母集団が「1億2千万」個だった場合、全数調査では当然「1億2千万」個である。標本調査では、たとえ枠母集団が「無限」個でも、必要となる標本数は「384」個だが（日本の総務省統計局の基準）、標本数が多ければ多いほど信頼性が増すのは言うまでもない。ただし、必ず無作為抽出でなければならない。標本調査の場合、分析のためには社会統計学が用いられる。もちろん「統計的調査」を標榜しないなら、サンプルは作為的に選んで構わない。
調査票（または質問紙）を用いた社会調査をアンケートと呼ぶこともある。ただし、フランス語の「enquete」（英語の「investigation」に相当）は、実際は「研究、探求、取り調べ」という意味で、ある意味で誤用である。日本語の「アンケート」の意味の言葉は、フランス語では「questionnaire」と言う。英語では「survey」と言うが、英語でも「questionnaire」と言うことがある。日本語では「クェスチョネア」とはさすがに言わないが、「サーベイ」と言うことがある。木村や佐藤郁哉の文献では、アンケートを、少数の専門家に意見をきくことを指し、調査票を用いた調査のことを指していない。
この方法は、以下のように面接法、とめおき法、郵送法、集合法、電話法、電子法（ネット調査やウェブ調査）などに分類される。

### 面接調査
面接調査は、調査者が調査対象者に直接会って質問を発し、回答を得る方法である。
調査者が対象者に実際に会って行う為、データ一件あたりの費用が高くなる反面、身代わり回答や無回答が少なく比較的信頼性の高いデータを得る事ができる。

### 留め置き調査
留め置き調査とは調査票を一定期間対象者に渡しておき、後日に訪問して調査票を回収する方法。調査票を郵送し、回収は調査員が訪問する場合は郵送留め置き調査と呼ばれる。
低コストだが、身代わり回答や無回答が多く、データの質は面接法と比べ、やや落ちると言われる。ただし、家計調査や生活時間調査などにおいて、家計簿や日記などを見て、回答者が考えながらやや長時間答える場合は有効とも言える。

### 郵送調査
調査票を郵送し、郵送で返送してもらう方法。郵便代金だけで実施可能だが、通常、回収率は3割前後であり、学術調査としては不適切とされることが多い。ただし、質問数が少なく、依頼状を工夫し、返送先が大学で信用があり、何度か繰り返し調査票を送付した場合は、7割前後の回収率となる場合もあった。最近は郵送法に限らず回収率は低下傾向にあり、現実には厳しい結果となることが多い。

### 集合調査
ある場所に全員が集まって調査をする方法。小規模な村で村民全員を公民館や保健所等に集めて調査をしたり、学校内で生徒に対して調査を行ったりするのが集合調査の例である。

### 電話調査
電話をかけて質問を行い、結果を聴取する方法。全国の電話帳を手でめくって手作業で系統抽出を行うようなことは現代ではしておらず、通常、コンピュータでランダムに作り出した電話番号に電話をかけるRDD方式が使われる。ダイヤル対象は固定電話と携帯電話の両方である。選挙の結果予測調査などによく用いられる。
電話調査の問題点としては以下の点が指摘されている。
- 電話の普及率 - 日本では電話の普及率が高いので問題になりにくいが、普及率の低い地域では調査対象が母集団の標本たりえない場合がある。たとえほぼすべての人が固定電話か携帯電話（あるいはその両方）を持っている日本でも、世帯の誰も固定電話も携帯電話も持っていない人、あるいは持てない人は、調査において特に意見を聞くべき社会的弱者である可能性がある。
- 個人ではなく世帯が対象 - 固定電話に掛ける場合は女性（主婦）が電話に出る確率が高く、電話に出た人から直接回答を得ることにした場合は年代や性別等に偏りが発生することがあるため、多くの電話調査では標本の無作為性を担保するため、電話がつながった後に改めて乱数を回し、電話がつながった世帯の誰かを乱数で選んで回答を得ることになっている。つまり、電話に出た個人ではなく、電話がかかって来た世帯が調査の対象となる。そのため、全ての電話回線において電話がかかってくる確率は同じでも、電話がかかって来た世帯の人数や電話回線の契約数によって調査対象に選ばれる率が違うため、回答を得た後で補正する必要がある。
- 調査協力拒否 - 電話では相手の信用が分からないため、協力してくれる人は多くはなく、その中でたまたま協力してくれた人に回答が偏るという問題がある。特に携帯電話のRDD調査においては協力してくれる人が少なく、またRDD方式の欠点として事業所や未成年など調査対象外の人にかかってしまう場合もある。日本世論調査協会の携帯RDD研究会が行った2015年の調査では、回収率（電話を掛けた全ての番号の中から回答を回収できた率）が10%以下となったが、協力率（電話をかけた番号が調査対象の人だった場合に、その人から回答を回収できた率）自体は30％くらいであり、未成年有権者でも思ったより協力してくれたため、「十分実用に足る」という判断だった[7]。ちなみに面接調査でも協力率は60%くらいである。
- RDDといいながらも、あらかじめ掛けてはいけない番号を入れておく。末尾110（警察署に繋がる可能性）など。そのため、恣意的な運用が可能となっており、例えば世論調査において、前回、特定の党を支持しなかったサンプルをあらかじめ排除することも出来ると言われている。もっとも、データの一部を破棄するなど恣意的な運用ができること自体はどの調査方法でも同じであり、そのようなことをしないために、世論調査に関しては日本世論調査協会が全ての調査をチェックして、1年に2回、会報「よろん」の「世論調査インデックス」で発表しており、現実的には難しい。

### 電子調査
ウェブで調査フォームを公開して、回答を募る方法。インターネット調査、ネット調査、ウェブ調査などとも呼ばれる。調査・集計が手軽で安価であるなどの理由で利用が増えている。
この手法の問題点として以下の点が指摘されている。
- 調査対象者に接触できない - インターネットと言う媒体を通じて「何らかの属性を持つ調査対象者」の全ての人にこちらから接触し、アンケートをお願いすることが出来ない。「何らかの属性を持つ調査対象者」の一部が向こうから接触してくる形となる。
- 無作為抽出ができない - インターネットと言う媒体を通じて「何らかの属性を持つ調査対象者」の全ての人を重複や漏れなくピックアップし、枠母集団にすることができない。そのため、全数調査もできないし、標本調査の大前提となる無作為抽出もできない。「全ネットユーザー」からの無作為抽出もできないので、回答者は事前に調査会社や何らかのサービスのユーザーに登録している人（この人達は登録モニターとよばれる）の中から無作為抽出で選ばれる「モニター調査」の形式を取ることが多いが、そもそもモニターに登録してきた人だけを対象としている時点で無作為抽出ではないため、精度が落ちる。
- 重複回答 - 仮にモニター調査であっても、インターネット上では、個々人の同一性を識別できないため、同一人物が別アカウントで登録し、複数回回答することがありえる。調査会社では、認証などの手段で重複回答を避けるようにしている。しかしチェックは完全ではないし、調査謝礼目的で、一人で数十回答する人もいる。
- 回答者の偏り - 男女区分や職業などは母集団比率を反映するように調査会社が調整していることが多いが、現実には、回答者はインターネットを積極的に活用する層に限定され、回答者に偏りがあるため代表性に問題があることは否定できない。実際には、年齢と性別を調整するだけで、登録モニターの居住地域や学歴まで正確に分かる訳ではないし、都市部の高学歴層が多めとなる傾向が強い。年齢さえも偽りがあることがある。回答者の属性を調整しない方式では、コンピューター関連企業に勤める40歳代以下の男性が多くなるなど、回答の代表性に関する問題はさらに大きくなる。

## 社会調査の傾向と問題点
米国の社会学においては、公開されている既存の社会調査データが多いこともあり、大規模なデータファイルの計量分析をもとにした計量社会学が、近年では非常に盛んである。アメリカ社会学会の機関誌アメリカン・ソシオロジカル・レビュー誌も論文の7割前後が計量分析を用いた論文である。
日本では社会学において全国規模の社会調査も存在するが、2003年頃から、特殊詐欺などのため、調査依頼はかなり警戒されるようになり、回答拒否が増え調査の回収率は低下傾向にある。また、2003年施行の個人情報保護法の影響による意識の高まりで、個人情報を含む調査も忌避されやすくなっている。2005年の国勢調査は、調査拒否が問題となり全国で4%ほどが未回収だった。とくに東京や大阪の中心部では約30%が未回収となり大きな問題となっている。
日本国内で政府による大規模な調査を請け負う調査会社は、時事通信社系の中央調査社と、新情報センターの2社であった。その他の調査会社は、自前の調査員を持たず、調査自体は小規模な会社に外注することが多い。2005年に、新情報センターの調査員による虚偽回答が大きな問題となり、政府は新情報センターの代わりに日経リサーチへ調査を発注することとなった。だが、日経リサーチは独自の調査員を持たないため、今後、調査能力や調査員の信頼性について十分な体制を構築できるのかという点について、調査関連学会から不安を指摘する声が出ている。

### 過半数はずさんな調査
谷岡一郎によれば、過半数はずさんな調査である。ずさんな調査が生み出されるには各種の意図が働くためであるが、これらには自分の立場を補強あるいは弁護のため、政治的な立場の強化のため、センセーショナルな発見をしたように見せかけるため、単純に何もしなかったことを隠すため、将来の研究費や予算を獲得するためというようなものが含まれており、生み出されたずさんな調査を無知蒙昧なマスメディアが世に広めている。

### ずさんな社会調査の防波堤となるべきマスコミが問題
どんな調査でもマスコミに取り上げられることがなければ広く知られることはないため、マスコミによる調査に対するチェックが求められるが、マスコミ自身による調査を含め、内容や方法論についてきちんと確認するどころか、ひどい調査を発表されるまま記事にしたり、故意に悪用することを繰り返している。簡単な数字の鵜呑みや自分たちの都合で決定されていたり、またトピックが関心を呼ぶものなら方法論が問われない。調査が偏ったものでも記事の材料にしているのは気づいていれば悪意、そうでなければ無知であるが、問題は記事に取り上げられることで別のメディアに広がっていくことである。

### 記事のための調査
新聞社は独自の調査を行い、その中には特定の目的を持って、特定の記事を書くためだけに行われることがある。調査結果があらかじめわかるものから結果の如何にかかわらず記事の調子が決められているものまで多様であり、事件でないものを事件に仕立て上げるための調査も少なくない。

## 社会調査の倫理
社会調査は個人のプライバシーに関わるものである。回答者の個人情報を保護し、人権に配慮することが、社会調査の実施には極めて重要である。調査前には、調査内容を説明した上で、丁寧に協力依頼をすることが必要である。調査後には、個人情報の的確な廃棄などを行わなくてはならない。

## 有名な社会調査
- 社会階層と社会移動全国調査（略称：SSM調査） 実施者：日本社会学会 - SSM調査の成果は、高坂健次編など、米国で数冊の本が出版された他、韓国や中国でも翻訳が出版されており、国際的にも高く評価されている。例えば原純輔・盛山和夫による『社会階層』は韓国、中国、米国で出版されている。石田浩なども英語で本を出版している。マスコミでの中流崩壊論争や、国会における格差論争を巻き起こすなど反響を呼んだ。
- 日本人の国民性調査　実施者：統計数理研究所
- 日本版総合的社会調査（略称：JGSS）　実施者：大阪商業大学比較地域研究所・東京大学社会科学研究所
- 全国家族調査　実施者：日本家族社会学会